# Careproctus rotundifrons
Careproctus rotundifrons es una especie de pez del género Careproctus, familia Liparidae. Fue descrita científicamente por Sakurai & Shinohara en 2008.
Se distribuye por el Pacífico Noroccidental: Japón. La longitud estándar (SL) es de 10,8 centímetros. Puede alcanzar los 1100 metros de profundidad.
Está clasificada como una especie marina inofensiva para el ser humano.